# Филлипс, Гарольд
Гарольд Мейер Филлипс (англ. Harold Meyer Phillips; 15 декабря 1874 — 7 января 1967) — американский шахматист и организатор шахматной жизни.

## Биография
Родился в Калварии на юго-западе Литвы (тогда входившей в состав Российской империи). Вместе с семьей приехал в США в возрасте 13 лет. Изучал право в Колумбийском университете и начал практиковать в Нью-Йорке в 1899 году. В 1903 году он выиграл чемпионат Манхэттенский шахматный клуба. В 1907 году Гарольд Филлипс стал адвокатом Нью-йоркской ассоциации налогоплательщиков, а впоследствии стал юридическим советником других известных организаций. В первой половине 20-го века Гарольд Филлипс был одним из ведущих организаторов американской шахматной жизни. Он был организатором и директором известного турнира в Нью-Йорке в 1924 году, президентом Манхэттенского шахматного клуба в 1930-х годах, президентом Маршаловского шахматного клуба, президентом Межвузовской шахматной лиги. В 1930 году Гарольд Филлипс выступал за США на 3-й шахматной олимпиаде в Гамбурге на третьей доске (+0, = 1, −1). Он играл в шахматных турнирах до 70-летнего возраста.